# ده‌بنه (بیجار)
ده بنه (بیجار)، روستایی از توابع بخش چنگ الماس شهرستان بیجار در استان کردستان ایران است.

## جمعیت
این روستا در دهستان بابارشانی قرار دارد و براساس سرشماری مرکز آمار ایران در سال ۱۳۸۵، جمعیت آن ۱۰۱ نفر (۲۴خانوار) بوده‌است.
در سال ۱۳۹۹ به گفته ساکنین، ۱۰ خانوار در این روستا زندگی می‌کنند.